# Kimi ga yo
Kimi ga yo (君が代? lett. "Il regno dell'imperatore") è l'inno nazionale del Giappone. Con la durata di 11 battute per 32 caratteri, "Kimigayo" è anche uno degli inni nazionali più brevi attualmente in uso. Il testo, leggermente modificato, riprende una poesia (waka) di autore anonimo, inclusa nella raccolta Kokinshū erisalente al periodo Heian (794–1185). Se il titolo "Kimigayo" è solitamente tradotto con Il regno dell'imperatore, non è stata stabilita per legge alcuna traduzione ufficiale né del titolo, né del testo.
Dal 1868 al 1945 "Kimigayo" è stato l'inno nazionale dell'Impero giapponese. Al termine della seconda guerra mondiale, in seguito alla resa incondizionata dell'Impero, "Kimigayo" mantenne di fatto la funzione di inno nazionale fino al 1999, anno in cui venne legalmente riconosciuto con l'entrata in vigore della Legge sulla bandiera e inno nazionale.
Sin dagli inizi della monarchia parlamentare giapponese, vi furono però polemiche riguardanti la sua esecuzione durante le cerimonie pubbliche. Infatti, insieme con la bandiera Hinomaru, "Kimigayo" è stato spesso percepito come simbolo residuo del nazionalismo, dell'imperialismo e del militarismo giapponese e la sua compatibilità con l'attuale democrazia parlamentare è stata al centro di numerosi dibattiti.

## Etimologia
Sin dal periodo Heian (dal VIII al XII secolo), il termine "kimin" veniva usato sia come sostantivo per indicare l'imperatore o il proprio signore, sia come sostantivo onorifico o suffisso per indicare una persona, sia, più comunemente, come pronome personale informale "tu". Prima del periodo Nara però, l'imperatore veniva spesso chiamato "ōkimi" (grande signore), per questo motivo non è certo se originariamente il significato del termine "kimin" in "kimingayo" coincidesse o no con quello di imperatore.
Nel periodo Kamakura, "Kimigayo" veniva usato come canzone festosa tra i samurai e in seguito divenne popolare tra il popolo durante il periodo Edo. Nell'ultimo periodo Edo, "Kimigayo" veniva usato nell'Ōoku (l'harem del castello di Edo) e nel dominio di Satsuma (attuale prefettura di Kagoshima) come canzone celebrativa per il nuovo anno. Dopo la Restaurazione Meiji, i samurai del dominio di Satsuma presero il controllo del governo imperiale ed adottarono "Kimigayo" come inno. Da questo momento, fino alla sconfitta giapponese al termine della seconda guerra mondiale, il suo significato venne a coincidere con il lungo regno dell'imperatore. Nel 1947, con l'adozione della Costituzione, la figura dell'imperatore perse la natura divina del suo potere divenendo simbolo dello stato e dell'unità popolare.
Nel 1999, durante la delibera della Legge sulla bandiera e inno nazionale, furono effettuate ripetutamente delle interrogazioni, al fine di dare al termine Kimi-ga-yo una definizione ufficiale. La prima proposta venne data dall'allora Capo di gabinetto Hiromu Nonaka secondo il quale il termine kimi, dovesse assumere il significato di "imperatore come simbolo del Giappone" (secondo l'articolo 1 della Costituzione giapponese) e l'intero testo dell'inno dovesse essere inteso come augurio per la pace e la prosperità del Giappone. In seguito, il primo ministro Keizō Obuchi confermò questo significato con la seguente dichiarazione datata 29 giugno 1999:

"Kimi" indica l'Imperatore, il quale è il simbolo dello Stato e dell'unità del popolo, la cui posizione deriva dal consenso basato sulla volontà dei cittadini giapponesi, che detengono il potere sovrano. La frase "Kimigayo" indica il nostro Stato, il Giappone ed è ragionevole ritenere il significato del testo di "Kimigayo" come un desiderio per una prosperità e pace duratura per il nostro paese.

Partiti in opposizione al Partito Liberal Democratico, che allora aveva il controllo del governo, contestarono fortemente i significati di "kimi" e "Kimigayo" indicati da Obuchi. Dal Partito Democratico fu evidenziata la mancanza di eventuali legami storici con i significati dati dal governo. Il più duro tra i critici fu Kazuo Shii, presidente del Partito Comunista, che sostenne fermamente che al Giappone non potesse essere associato ad un termine che auspicasse semplicemente un lungo regno per l'imperatore. Shii contestò anche l'uso della canzone come inno nazionale poiché non riteneva appropriata, per una nazione democratica, un motivo riguardante l'imperatore.

## Storia

### Impero giapponese (1868–1945)
Il testo apparve per la prima volta nell'antologia Kokinshū, come poema anonimo. La poesia venne inclusa in diverse antologie e usata in seguito come canzone propiziatoria per una lunga vita da persone di tutte le stature sociali. A differenza della versione utilizzata nell'attuale inno nazionale, la poesia iniziava originalmente con "Waga Kimi wa" ('tu, mio padrone') invece di "Kimiga Yo wa" ('il tuo regno').
Nel 1869, John William Fenton, un capobanda militare irlandese in visita, si rese conto che il Giappone non possedeva un inno nazionale e suggerì a Ōyama Iwao, un ufficiale del Dominio di Satsuma e futuro capo supremo dell'esercito giapponese, di crearne uno. Ōyama convenne e influenzato da Fenton scelse Kimiga Yo wa come testo (basandosi forse sulla sua somiglianza con l'inno nazionale britannico) e chiese all'irlandese di comporre la melodia. Con solo due o tre settimane per scrivere la musica e pochi giorni per le prove, Fenton debuttò con l'inno innanzi all'imperatore nel 1870. Questa fu la prima versione di "Kimigayo", che fu scartata a causa della "mancanza di solennità" della melodia. Tuttavia, questa versione viene ancora eseguita annualmente al santuario Myōkōji a Yokohama.
Nel 1880, il Ministero della famiglia imperiale adottò una nuova melodia composta da Yoshiisa Oku e Akimori Hayashi, un allievo di Fenton. Il compositore è spesso indicato come Hiromori Hayashi che era il loro supervisore e il padre di Akimori. Anche se la melodia si basa sulla tradizionale musica di corte, è composta con uno stile misto, influenzato dagli inni occidentali e da alcuni elementi dell'arrangiamento di Fenton. Il musicista tedesco Franz Eckert riarrangiò l'inno secondo modi gregoriani per strumenti occidentali creando la seconda e attuale versione di "Kimigayo". Il nuovo inno nazionale fu eseguito per la prima volta al palazzo imperiale in occasione del compleanno dell'Imperatore Meiji, il 3 novembre dello stesso anno. Il governo adottò formalmente "Kimigayo" come inno nazionale nel 1888 e furono inviate copie della musica e del testo oltreoceano per eventuali cerimonie diplomatiche. Nel 1893, l'inno venne incluso nelle cerimonie delle scuole pubbliche grazie al Ministero dell'educazione.
All'inizio del XX secolo, "Kimigayo" era ancora associato all'idea di onorare l'imperatore. In un documento proveniente da Osaka del 1904 "Kimigayo" veniva definito come una canzone per la famiglia reale e non per l'intero stato. Inoltre Uchimura Kanzo, un leader cristiano in Giappone, dichiarò che l'inno non esprimeva i sentimenti di un popolo e il suo fine era semplicemente quello di lodare l'imperatore. I giapponesi non ebbero familiarità con "Kimigayo" come inno fino a quando non vi fu un'ondata di celebrazioni dopo le vittorie nella prima guerra sino-giapponese e nella guerra russo-giapponese.

### Dopoguerra (1945–presente)

#### Dal 1945 al 1999
Durante l'occupazione americana del Giappone non vi furono direttive dal Comandante supremo delle forze alleate al fine di limitare l'uso dell'inno da parte del governo giapponese, come invece accadde per l'uso della bandiera Hinomaru. L'utilizzo dell'inno fu invece incoraggiato nelle scuole, al fine di promuovere il patriottismo e l'emittente nazionale NHK iniziò ad usare la canzone per annunciare l'inizio e la fine della sua programmazione.

#### Dal 1999

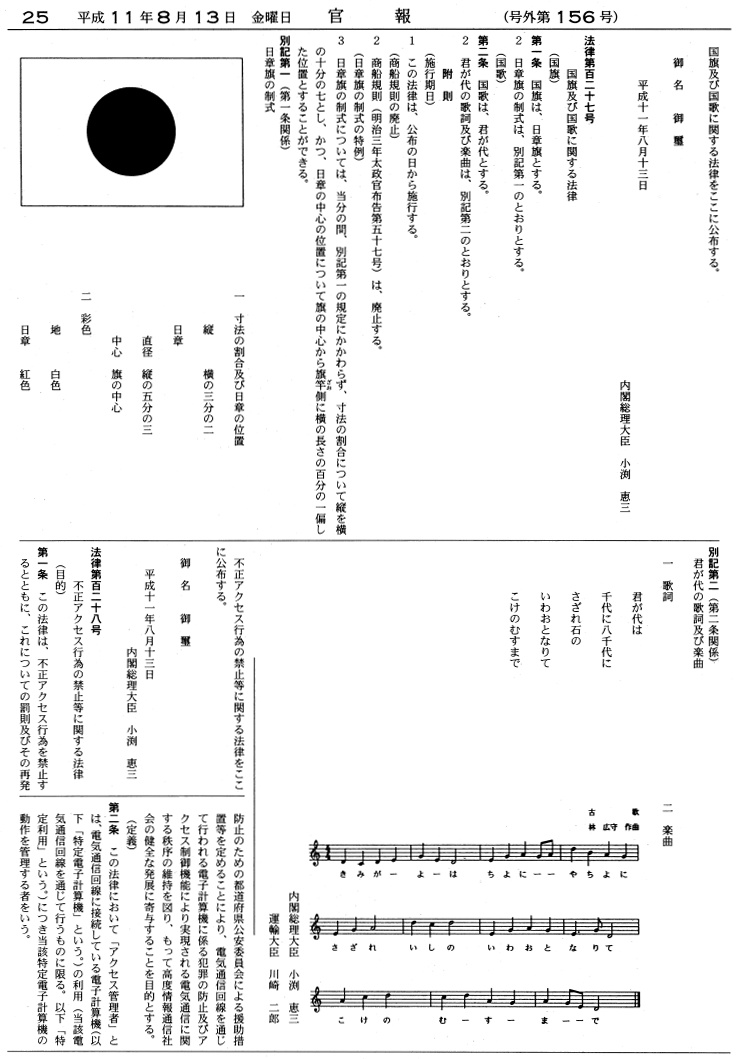
Legge sulla bandiera e inno nazionale giapponese, così come compariva sulla Gazzetta Ufficiale il 15 agosto 1999

La Legge sulla bandiera e inno nazionale fu approvata nel 1999 e scelse sia la Hinomaru che l'inno "Kimigayo" come simboli nazionali del Giappone. L'approvazione della legge fu sollecitata dal suicidio di un dirigente scolastico a Hiroshima che non riuscì a risolvere una controversia tra il consiglio scolastico e i suoi insegnanti riguardo all'utilizzo della Hinomaru e dell'inno.

## Protocollo

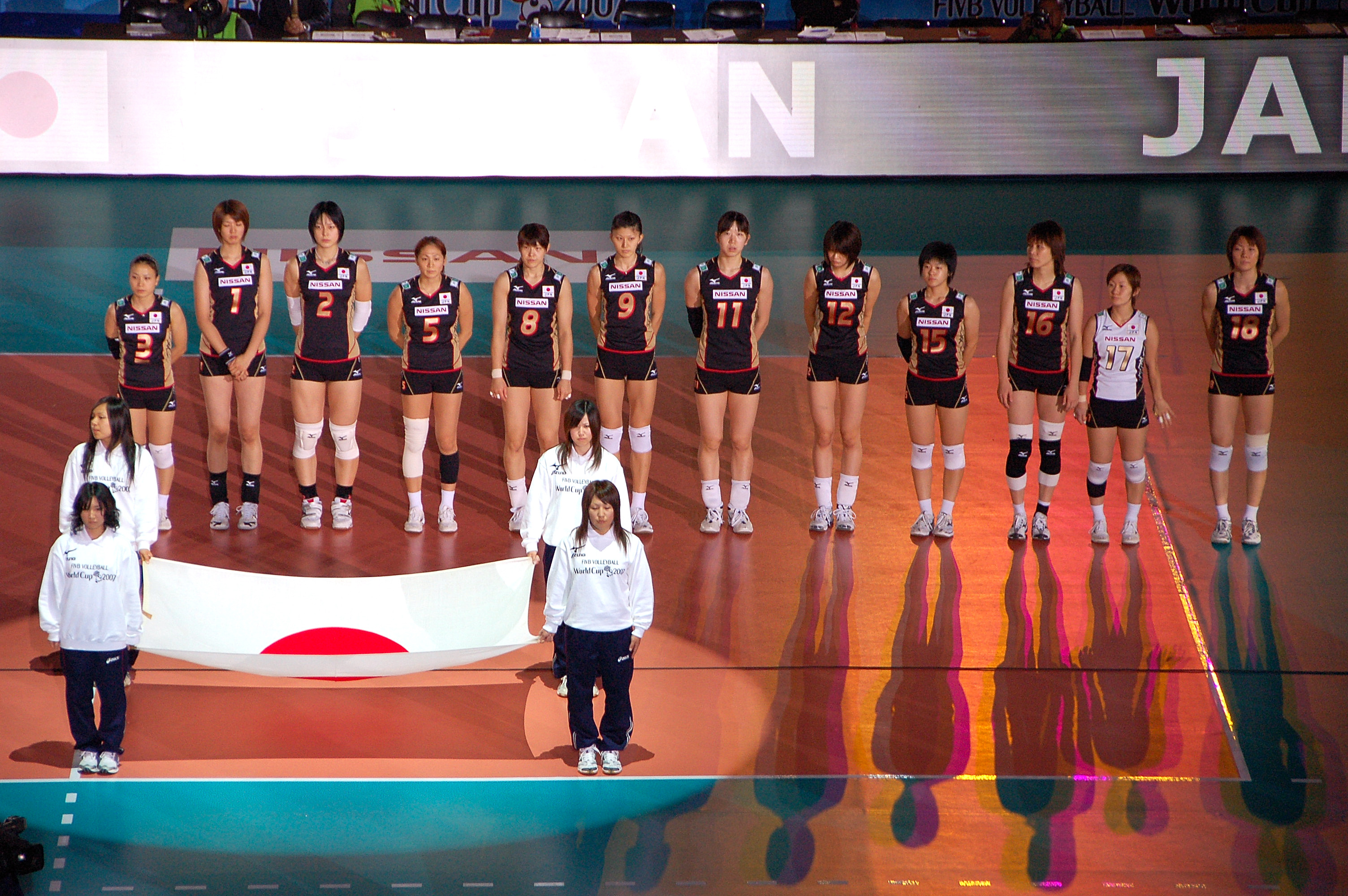
Esecuzione dell'inno "Kimigayo" durante un torneo di pallavolo a Osaka.

Il testo e la notazione musicale dell'inno furono regolamentate nella seconda appendice della Legge sulla bandiera e inno nazionale. Lo spartito musicale mostra un arrangiamento vocale in cui non viene menzionato il tempo e il testo scritto in hiragana. L'inno è composto in 4/4 nel modo dorico. La legge non fornisce dettagli su come mostrare rispetto durante l'esecuzione dell'inno, ma alcuni enti locali e alcune organizzazioni private suggeriscono o richiedono alcuni protocolli da seguire. Per esempio, una direttiva del Governo Metropolitano di Tokyo dell'Ottobre del 2003, richiedeva che gli insegnanti stessero in piedi durante l'inno nazionale nelle cerimonie di laurea. Una volta in piedi gli insegnanti erano tenuti a cantare l'inno rivolti alla bandiera. La Legge sulla bandiera e inno nazionale inoltre non stabilisce in che occasioni debba essere eseguito l'inno. Esso comunque viene generalmente suonato durante eventi sportivi tenuti in Giappone o durante manifestazioni sportive internazionali in cui il Giappone gareggia con una squadra in competizione. Nei tornei di sumo, "Kimigayo" viene suonato prima della cerimonia di premiazione.

### Scuole pubbliche
Dalla fine della seconda guerra mondiale, il Ministero dell'Educazione ha pubblicato rapporti e regolamenti per promuovere l'uso dell'Hinomaru e del "Kimigayo" presso le scuole sotto la loro competenza. Questa tendenza fu in seguito ampliata fino ad includere entrambi i simboli nelle feste nazionali e durante eventi e cerimonie.
Nel 1999 il Ministero dell'educazione sancì che "nelle cerimonie inaugurali e di diploma, le scuole devono alzare la bandiera del Giappone e dare istruzione agli studenti al fine di intonare l'inno nazionale "Kimigayo", data l'importanza della bandiera e dell'inno stessi."

## Percezione al giorno d'oggi
Secondo alcuni sondaggi condotti da alcuni media, la maggior parte del popolo giapponese percepiva "Kimigayo" come inno nazionale anche prima del passaggio della legge sulla bandiera e inno nazionale del 1999. Nonostante questo, rimangono alcune controversie riguardanti l'uso dell'inno nelle scuole.

## Testo
| Testo originale | Traslitterazione in caratteri latini | Traduzione italiana                       |
| --------------- | ------------------------------------ | ----------------------------------------- |
| 君が代は        | kimi ga yo wa                        | Che il Vostro regno                       |
| 千代に八千代に  | chiyo ni yachiyo ni                  | possa durare mille, ottomila generazioni, |
| 細石の          | sazare ishi no                       | finché i ciottoli                         |
| 巌となりて      | iwao to narite                       | divengano rocce                           |
| 苔の生す迄      | koke no musu made                    | coperte di muschio.                       |